# Joaquín Masmano
Joaquín Masmano Pardo (Buñol, 9 de marzo de 1892-Talavera de la Reina, septiembre de 1936) fue un militante comunista español, asesinado víctima de la represión del bando franquista durante la Guerra Civil.

## Biografía
Panadero de profesión y miembro del Partido Comunista de España (PCE) desde la creación de la formación, fue cofundador de la «Federación de Levante» del PCE junto con Hilari Arlandis y Joaquim Olaso i Piera, en 1920. Por sus actividades políticas durante la dictadura de Primo de Rivera, a finales de octubre de 1924 fue detenido en Chiva y encarcelado. En los últimos meses de la dictadura se trasladó a Barcelona y después de la proclamación de la Segunda República Española pasó a formar parte de la Federación Comunista Catalano-Balear. En agosto de 1930 fue expulsado del PCE y terminó por ingresar en el Bloque Obrero y Campesino. Fue candidato de esta formación por el distrito de Sants de Barcelona en las elecciones municipales del 13 de abril de 1931 y en las elecciones generales de junio, pero no fue elegido.
Fue deportado a Fernando Poo alrededor de 1929, y, entre 1930 o 1931 se traslada a Gran Canaria, donde pasa a integrarse en la dirección de la Federación de Trabajadores de la Tierra. Trabajó como bibliotecario de la Federación Obrera de Gran Canaria, de la que formaba parte de su Comité Ejecutivo en representación del sector del empaquetado.
Después de escribir una carta en El Heraldo Obrero, mostrándose partidario de la integración del Bloque en el PCE, fue expulsado de aquel. En 1932 se integró en el Partit Comunista de Catalunya, formación reicén fundada y referente catalán del PCE, con la que fue candidato por Barcelona en las elecciones al Parlamento de Cataluña de 1932.
Dio su apoyo a la huelga general y la revuelta en Berga y la zona del alto Llobregat en 1932, por lo que fue deportado a Fuerteventura (Canarias) con Buenaventura Durruti y Domingo Ascaso. Permaneció en Canarias, donde fue dirigente sindical y miembro del comité ejecutivo de la Federación Obrera.
Al iniciarse la Guerra Civil en Canarias, una de las zonas controladas desde el primer momento por los sublevados, fue detenido  y permaneció en el Campo de Concentración de la Isleta hasta que el 5 de septiembre para ser embarcado en el vapor Dómine. Fue encarcelado junto con otros nueve dirigentes comunista en el barco Dómine, que partió camino de La Coruña. Según el historiador Sergio Millares Cantero, los conocidos como los "Diez de Dómine" fueron enviados a Vigo, donde un grupo de falangistas los hicieron subir a un tren con destino a  Talavera de la Reina. Allí, posiblemente el 13 de septiembre (no se conoce la fecha exacta) fueron asesinados y arrojados al río Tajo. En las Palmas de Gran Canaria, se recibió un telegrama en el diario Hoy en esas fechas en las que se puede leer: «De los granujas del Frente Popular que nos acompañaron los largamos al Tajo con una onza de plomo, pues había que librarse de malas compañías».
La ejecución extrajudicial fue reconocida en 1937 por las autoridades judiciales franquistas en la pieza separada de la causa núm. 169 de 1936, en la Auditoría de Guerra de Canarias.
En lo que respecta a su vida privada, casó con Josefa Ibáñez Lambíes, conocida como "La Tía Pepa", quien se presentó como candidata a las Cortes de la II República, y con quien tuvo dos hijas, Margarita (también militante comunista y miembro del AMA) y Constancia; y dos hijos, Carlos y Joaquín (quien también militante del PCE, llegó a ser alcalde de Buñol en el año 1979, tomando posesión del cargo del 19 de abril y dejando la alcaldía, por problemas de salud, en diciembre del mismo año).
Fue el creador de la letra del himno litrero, cuya música es obra del maestro Díaz.